# The Unforgettable Fire
The Unforgettable Fire är ett musikalbum av U2, utgivet den 1 oktober 1984. Det är gruppens fjärde studioalbum och släpptes efter liveskivan Under a Blood Red Sky. Albumet producerades av Brian Eno och Daniel Lanois.
När skivan kom ut var många U2-fans häpna över det nya soundet. Kontrasten var ganska påtaglig jämfört med U2:s tre första studioalbum, som alla producerats av Steve Lillywhite. Istället för ren, rak rock finns här atmosfärisk, stämningsfull musik med texter som kan tolkas på olika sätt. Albumet är, som Bono själv sagt, en skiva ur fokus. Texterna är skrivna för att passa in musikaliskt mer än för att ha någon särskild betydelse. Många av låtarna är influerade av Enos experiamentalism och flera saknar "riktiga" refränger.
Här börjar också bandets fascination för USA märkas; bland annat hyllningen till Martin Luther King i MLK och i Pride (In the Name of Love). Den senare är U2:s näst mest spelade låt live genom alla tider.
Albumtiteln kommer ifrån en utställning av foton och målningar av offren för atombombsfällningarna i Hiroshima och Nagasaki. Stora delar av albumet spelades in i Slane Castle, även om omslagsfotot (taget av Anton Corbijn) kommer från ruinerna av Moydrum Castle.

## Låtlista
All sångtext är skriven av Bono, alla låtar är komponerade av U2.
| 1. | A Sort of Homecoming        | 5:28 |
| 2. | Pride (In the Name of Love) | 3:48 |
| 3. | Wire                        | 4:19 |
| 4. | The Unforgettable Fire      | 4:55 |
| 5. | Promenade                   | 2:35 |

| 1.           | 4th of July               | 2:12  |
| 2.           | Bad                       | 6:09  |
| 3.           | Indian Summer Sky         | 4:17  |
| 4.           | Elvis Presley and America | 6:23  |
| 5.           | MLK                       | 2:31  |
| Total längd: | Total längd:              | 42:38 |